# Irland ved sommer-OL 1928
Irland deltager i Sommer-OL 1928. Sportsudøvere fra Irland deltog under Sommer-OL 1928 i Amsterdam. Irland kom på en delt 24. plads med en guldmedalje.

## Medaljer
| 1928   | Guld | Sølv | Bronze | Total |
| Irland | 1    | 0    | 0      | 1     |

## Medaljevindere
| Irland ved sommer-OL 1928 i Amsterdam | Irland ved sommer-OL 1928 i Amsterdam | Irland ved sommer-OL 1928 i Amsterdam | Irland ved sommer-OL 1928 i Amsterdam | Irland ved sommer-OL 1928 i Amsterdam |
| Medaljer                              | Udøver                                | Sport                                 | Øvelse                                | Resultat                              |
| ------------------------------------- | ------------------------------------- | ------------------------------------- | ------------------------------------- | ------------------------------------- |
| Guld                                  | Pat O'Callaghan                       | Atletik                               | Hammerkast                            | 51,39 meter                           |